# Last of the Summer Wine
Last of the Summer Wine је британски телевизијски ситком који је осмислио Кларк Рој а који се од 1973. године приказује на програму Би-Би-Си 1. Први пут се појавио као епизода хумористичке антологије Комеди плејхауса 4. јануара 1973. да би 12. новембра исте године отпочело приказивање првог редовног серијала (сезоне). Радња серије је смештена у Холмфиртху, насеље у Западном Јоркширу, а протагонисти су тројица стараца који деле склоност према детињастим и сличним пустоловинама и несташлуцима „непримјереним“ њиховом добу.
Last of the Summer Wine је деценијама била једна од најпопуларнијих британских ТВ серија приказиваних на Би-Би-Сију и често је похваљивана од старијих генерација, као програм у којем је могла уживати цела прородица. Серија је била номинована за бројне награде, а 1999. је освојила Националну телевизијску награду за најбољу хумористичку серију.
Осим регуларних серијских епизода, снимљена су и неколико специјалних божићних епизода, два филма и један докумантарац о снимању серије.
Би-Би-Си је 2. јуна 2010. године објавио да ће 31. серијал који се снима бити уједно и последњи. Last of the Summer Wine се сматра најдуговјечнијом од свих хумористичких серија икада емитованих у Британији и једним од најдуговјечнијих ситкома на свету.